# Mark Messier
Pour les articles homonymes, voir Marc Messier et Messier.
Temple de la renommée : 2007
Mark John Douglas Messier (né le 18 janvier 1961 à Saint Albert en Alberta au Canada) est un joueur de hockey sur glace qui a passé vingt-cinq ans au sein de la LNH (1979-2004) avec les Oilers d'Edmonton, les Rangers de New York et les Canucks de Vancouver. Messier joua également dans l'Association mondiale de hockey avec les Racers d'Indianapolis et les Stingers de Cincinnati. Il est considéré comme l'un des meilleurs joueurs et leader de l'histoire de la ligue. Son frère, Paul Messier, et ses cousins Mitch Messier et Joby Messier, ont également joué au plus haut niveau au hockey sur glace.
Une mention à l'honneur des qualités de leader de Mark Messier est décernée chaque mois dans la LNH.

## Biographie

### Jeunesse
Mark Messier naît le 18 janvier 1961 à Saint-Albert, en Alberta, de Mary-Jean Dea et Doug Messier. Il est le deuxième fils du couple, et le troisième enfant des quatre que Mary-Jean et Doug auront. Ses frères et sœurs sont Paul, Mary-Kay et Jennifer. La famille Messier déménage à Portland, en Oregon quand Mark était jeune, alors que son père Doug jouait pour les Buckaroos de Portland de la Western Hockey League, une ligue mineure. La famille fait son retour à Saint-Albert en 1969, quand Doug a pris sa retraite du hockey. Mark fréquente la St. Francis Xavier High School, à Edmonton, alors qu'il joue au mineur et que son père était son entraîneur-chef.

### Carrière junior
Il commence sa carrière junior en 1976-1977 dans la ligue de hockey junior de l'Alberta (AJHL) avec les Mets de Spruce Grove. Il termine sa première saison dans l'AJHL avec 27 buts, 39 aides et 91 minutes de punitions en 57 matchs. 
La saison suivante, en 1977-1978, les Mets déménagent à Saint-Albert et deviennent les Saint de Saint-Albert. Messier termine sa deuxième saison dans le circuit junior de l'Alberta avec 25 buts, 49 aides et 194 minutes de punition en 54 parties. Il se joint aux Winterhawks de Portland, dans la WCHL qui est aujourd'hui la WHL, pendant les séries éliminatoires. Les Winterhawks se font éliminer en round robin. En 7 parties, Messier inscrit 4 buts et 1 aide. Messier commence la saison 1978-1979 avec les Saints. En 17 matchs, il récolte 17 buts et 18 aides. 

### AMH (1978-1979)
Après avoir débuté la saison 1978-1979 dans l'AJHL, Messier va jouer dans l'AMH avec les Racers d'Indianapolis. Il joue 5 parties avec les Racers et il n'inscrit aucun point. Par la suite, les Racers cessent leurs opérations et Messier passe le reste de la saison 1978-1979 avec les Stingers de Cincinnati ou, il inscrit 1 but et 10 passes. En séries éliminatoires, les Stingers se font éliminer en première en seulement 3 parties par les Whalers de la Nouvelle-Angleterre. À la fin de la saison 1978-1979, dû au manque de spectateurs aux parties de l'AHM, le circuit est forcé à cesser leurs opérations et 4 des 6 équipes restantes de la saison 1978-1979 rejoignent la LNH. 

### Oilers d'Edmonton (1979-1991)
Il commence sa carrière dans la Ligue nationale de hockey au sein des Oilers qui le choisissent au cours du repêchage d'entrée dans la LNH 1979 au 3e tour (48e au total). Il joue son premier match dans la LNH le 10 octobre 1979, dans une défaite 4-2 contre les Black Hawks de Chicago. Trois jours plus tard, le 13 octobre 1979, il inscrit son premier but en carrière dans un match nul 3-3 contre les Red Wings de Détroit. Pendant la saison, Messer joue 4 matchs avec le club-école des Oilers dans la CHL, les Apollos de Houston, au cours desquels il récolte 3 aides. Il termine sa saison recrue avec 12 buts, 21 aides et 120 minutes de punitions en 75 parties. Les Oilers termine leur saison inaugurale dans la LNH à la 4e position de la division Smythe avec un bilan de 28 victoires, 39 défaites et 13 nulles, permettant aux Oilers d’accéder en séries éliminatoires de justesse. En séries éliminatoires, les Oilers se font balayer en 3 parties par les Flyers de Philadelphie. Messier termine les séries éliminatoires avec 1 but et 2 aides en 3 parties. 
La saison suivante, il inscrit son premier tour du chapeau en carrière, le 16 mars 1981, dans un gain 7-6 contre les Penguins de Pittsburgh. Messier connaît une augmentation de régime, inscrivant 23 buts, 40 aides et 102 minutes de punition en 72 parties. Les Oilers terminent la saison régulière à la 4e position de leur division avec un bilan de 29 victoires, 35 défaites et 16 nulles. En séries éliminatoires, Messier et son équipe parviennent à passer le premier tour pour la première fois de leur histoire en balayant les Canadiens de Montréal en 3 parties. Lors de la deuxième ronde, les Oilers affrontent les champions en titre, les Islanders de New York. Les Oilers se font éliminer en 6 parties et les Islanders vont mettre la main sur une deuxième Coupe Stanley consécutive. Messier termine les séries éliminatoires avec 2 buts, 5 aides et 13 minutes de punition en 9 matchs. 
En 1981-1982, Messier connaît une très bonne saison et atteint la barre des 50 buts pour la première fois de sa carrière et il inscrit 88 points. Il est sélectionné dans l’équipe des étoiles pour la première fois de sa carrière. Son équipe connaît une superbe saison et termine à la deuxième position du classement générale avec un bilan de 48 victoires, 17 défaites et 15 nulles. Son coéquipier Wayne Gretzky pulvériser plusieurs records comme le record du 50 buts en 50 matchs, qu’il a réalisé en seulement 39 matchs. Ce dernier termine la saison régulière avec 92 buts et 120 aides en 80 parties. Lors des séries éliminatoires, malgré une superbe saison régulière, les Oilers se font éliminer au premier tour par les Kings de Los Angeles en 5 parties. Messier termine la série avec 1 but et 2 aides en 5 parties. 
En 1982-1983, Messier atteint la barre des 100 points pour la première fois de sa carrière et finit la saison avec 48 buts, 58 assistances et 72 minutes de pénalité en 77 parties. Les Oilers terminent la saison régulière avec 47 victoires, 21 défaites et 12 nulles, terminant ainsi en tête de leur conférence pour la première fois de leur histoire. En séries éliminatoires, lors de la première ronde, les Oilers font face aux Jets de Winnipeg. Lors du deuxième match de la série, Messier inscrit deux buts et permet à son équipe de remporter le match 4-3. Les Oilers gagnent la série 3-0. Lors de la deuxième ronde, les Oilers gagnent 4-1 contre les Flames de Calgary, leur permettant d'accéder à la finale de conférence pour la première fois de leur histoire. En finale de conférence, l'équipe de Messier balayent les Blackhawks de Chicago en 4 parties, leur permettant d'être en finale de la Coupe Stanley pour la première fois de leur histoire. Ils deviennent aussi la première ancienne équipe de l'AMH à être en finale de la Coupe Stanley. En finale, les Oilers affrontent les champions en titre, les Islanders de New York. Ces derniers ont gagné 3 coupes consécutives et ils en sont à leur 4e participation à la finale consécutive. Les Oilers se font balayer en 4 parties par les Islanders qui mettent la main sur une 4e Coupe Stanley. Messier termine au 3e rang des pointeurs de son équipe en séries éliminatoires avec 15 buts et 6 aides en 15 parties. 
Au début de la saison 1984-1985, il est nommé assistant par les Oilers. Le 14 janvier 1985, il est suspendu pendant 10 parties pour avoir fracturé la mâchoire de Jamie Macoun en lui servant un vicieux coup de poing, lors d’un match disputé le 26 décembre 1984. 

### Rangers de New York (1991-1997)
Le 4 octobre 1991, il est échangé aux Rangers de New York avec des futures considérations en retour de Louie DeBrusk, Bernie Nicholls et Steven Rice.

### Après-carrière
Le 12 novembre 2007, il est admis au Temple de la renommée du hockey en tant que joueur en compagnie de Scott Stevens, Al MacInnis et Ron Francis.

### Honneurs individuels et collectifs
- Coupe Stanley : 6 (1984, 1985, 1987, 1988, 1990 et 1994).
- Trophée Hart : 2 (1990 et 1992).
- Trophée Conn-Smythe : 1 (1984).
- Trophée Lester-B.-Pearson : 2 (1990 et 1992).
- Nominations dans la première équipe d'étoiles : 4 (1982, 1983, 1990 et 1992).
- Nominations dans la deuxième équipe d'étoiles : 1 (1984).
- Participations au Match des étoiles de la LNH : 15 (1982, 1983, 1984, 1986, 1988, 1989, 1990, 1991, 1992, 1994, 1996, 1997, 1998, 2000, 2004).
- Reçoit l'Ordre du hockey au Canada en 2013 [8]
- Nommé parmi les 100 plus grands joueurs de la LNH à l'occasion du centenaire de la ligue[9] en 2017.

### Faits divers
Il fut :
- L'un des rares joueurs de la LNH à être nommé dans l'équipe d'étoiles à plus d'une position (ailier gauche et centre).
- Le dernier joueur actif à avoir joué dans l'AMH.
- Le dernier joueur actif à avoir joué pendant les années 1970.
- Le seul joueur à avoir remporté la Coupe Stanley en tant que capitaine de deux équipes différentes (Edmonton et New York).

## Statistiques

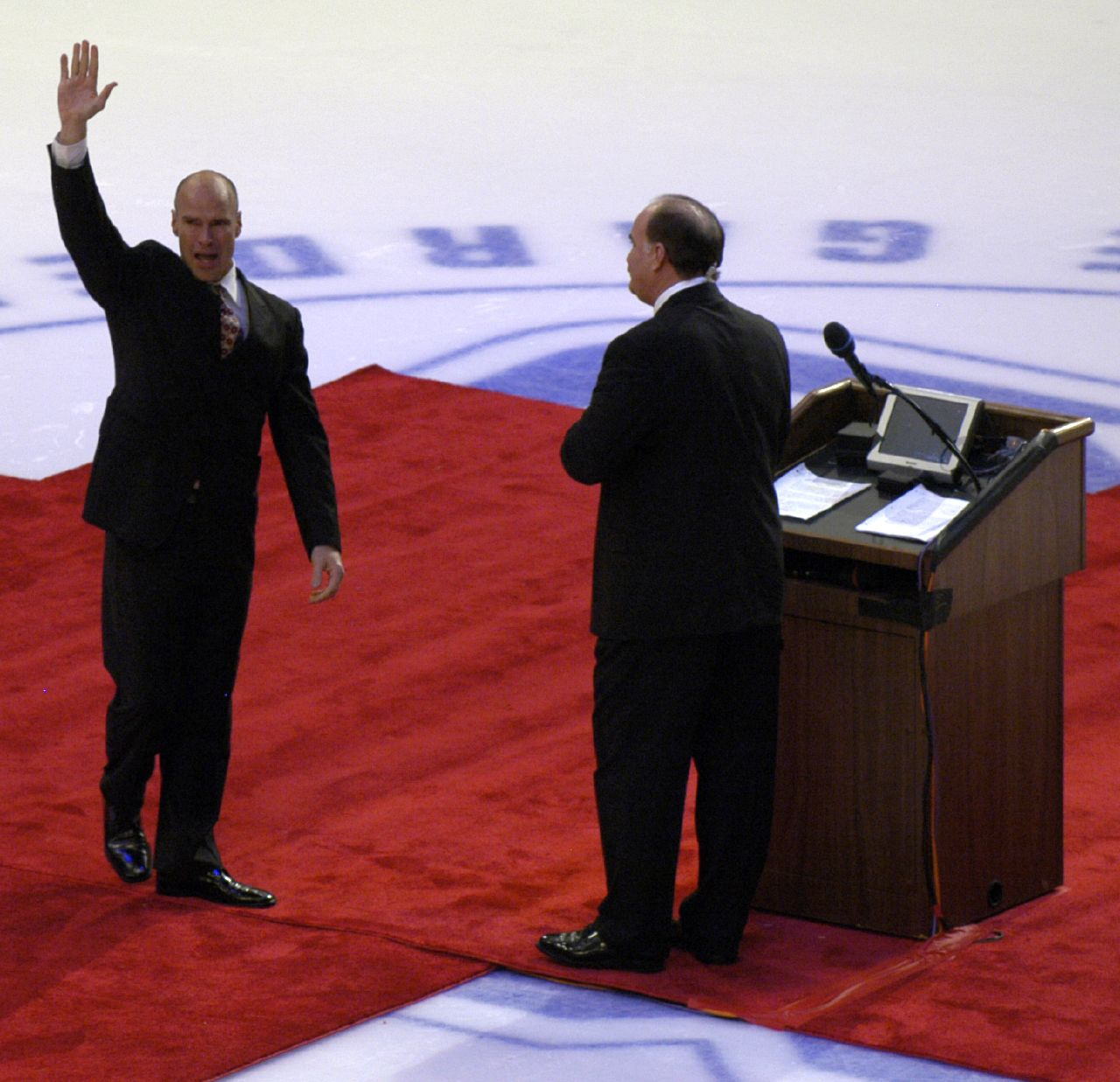

| Saison     | Équipe                  | Ligue      |       | Saison régulière | Saison régulière | Saison régulière | Saison régulière | Saison régulière |     | Séries éliminatoires | Séries éliminatoires | Séries éliminatoires | Séries éliminatoires | Séries éliminatoires |
| Saison     | Équipe                  | Ligue      | PJ    | B                | A                | Pts              | Pun              | PJ               | B   | A                    | Pts                  | Pun                  |                      |                      |
| 1976-1977  | Spruce Grove Mets       | LHJA       | 57    | 27               | 39               | 66               | 91               | -                | -   | -                    | -                    | -                    |                      |                      |
| 1977-1978  | St. Albert Saints       | LHJA       | 54    | 25               | 49               | 74               | 194              | -                | -   | -                    | -                    | -                    |                      |                      |
| 1977-1978  | Winterhawks de Portland | LHOu       | -     | -                | -                | -                | -                | 7                | 4   | 1                    | 5                    | 2                    |                      |                      |
| 1978-1979  | St. Albert Saints       | LHJA       | 17    | 15               | 18               | 33               | 64               | -                | -   | -                    | -                    | -                    |                      |                      |
| 1978-1979  | Racers d'Indianapolis   | AMH        | 5     | 0                | 0                | 0                | 0                | -                | -   | -                    | -                    | -                    |                      |                      |
| 1978-1979  | Stingers de Cincinnati  | AMH        | 47    | 1                | 10               | 11               | 58               | -                | -   | -                    | -                    | -                    |                      |                      |
| 1979-1980  | Apollos de Houston      | LCH        | 4     | 0                | 3                | 3                | 4                | -                | -   | -                    | -                    | -                    |                      |                      |
| 1979-1980  | Oilers d'Edmonton       | LNH        | 75    | 12               | 21               | 33               | 120              | 3                | 1   | 2                    | 3                    | 2                    |                      |                      |
| 1980-1981  | Oilers d'Edmonton       | LNH        | 72    | 23               | 40               | 63               | 102              | 9                | 2   | 5                    | 7                    | 13                   |                      |                      |
| 1981-1982  | Oilers d'Edmonton       | LNH        | 78    | 50               | 38               | 88               | 119              | 5                | 1   | 2                    | 3                    | 8                    |                      |                      |
| 1982-1983  | Oilers d'Edmonton       | LNH        | 77    | 48               | 58               | 106              | 72               | 15               | 15  | 6                    | 21                   | 14                   |                      |                      |
| 1983-1984  | Oilers d'Edmonton       | LNH        | 73    | 37               | 64               | 101              | 165              | 19               | 8   | 18                   | 26                   | 19                   |                      |                      |
| 1984-1985  | Oilers d'Edmonton       | LNH        | 55    | 23               | 31               | 54               | 57               | 18               | 12  | 13                   | 25                   | 12                   |                      |                      |
| 1985-1986  | Oilers d'Edmonton       | LNH        | 63    | 35               | 49               | 84               | 68               | 10               | 4   | 6                    | 10                   | 18                   |                      |                      |
| 1986-1987  | Oilers d'Edmonton       | LNH        | 77    | 37               | 70               | 107              | 73               | 21               | 12  | 16                   | 28                   | 16                   |                      |                      |
| 1987-1988  | Oilers d'Edmonton       | LNH        | 77    | 37               | 74               | 111              | 103              | 19               | 11  | 23                   | 34                   | 29                   |                      |                      |
| 1988-1989  | Oilers d'Edmonton       | LNH        | 72    | 33               | 61               | 94               | 130              | 7                | 1   | 11                   | 12                   | 8                    |                      |                      |
| 1989-1990  | Oilers d'Edmonton       | LNH        | 79    | 45               | 84               | 129              | 79               | 22               | 9   | 22                   | 31                   | 20                   |                      |                      |
| 1990-1991  | Oilers d'Edmonton       | LNH        | 53    | 12               | 52               | 64               | 34               | 18               | 4   | 11                   | 15                   | 16                   |                      |                      |
| 1991-1992  | Rangers de New York     | LNH        | 79    | 35               | 72               | 107              | 76               | 11               | 7   | 7                    | 14                   | 6                    |                      |                      |
| 1992-1993  | Rangers de New York     | LNH        | 75    | 25               | 66               | 91               | 72               | -                | -   | -                    | -                    | -                    |                      |                      |
| 1993-1994  | Rangers de New York     | LNH        | 76    | 26               | 58               | 84               | 76               | 23               | 12  | 18                   | 30                   | 33                   |                      |                      |
| 1994-1995  | Rangers de New York     | LNH        | 46    | 14               | 39               | 53               | 40               | 10               | 3   | 10                   | 13                   | 8                    |                      |                      |
| 1995-1996  | Rangers de New York     | LNH        | 74    | 47               | 52               | 99               | 122              | 11               | 4   | 7                    | 11                   | 16                   |                      |                      |
| 1996-1997  | Rangers de New York     | LNH        | 71    | 36               | 48               | 84               | 88               | 15               | 3   | 9                    | 12                   | 6                    |                      |                      |
| 1997-1998  | Canucks de Vancouver    | LNH        | 82    | 22               | 38               | 60               | 58               | -                | -   | -                    | -                    | -                    |                      |                      |
| 1998-1999  | Canucks de Vancouver    | LNH        | 59    | 13               | 35               | 48               | 33               | -                | -   | -                    | -                    | -                    |                      |                      |
| 1999-2000  | Canucks de Vancouver    | LNH        | 66    | 17               | 37               | 54               | 30               | -                | -   | -                    | -                    | -                    |                      |                      |
| 2000-2001  | Rangers de New York     | LNH        | 82    | 24               | 43               | 67               | 89               | -                | -   | -                    | -                    | -                    |                      |                      |
| 2001-2002  | Rangers de New York     | LNH        | 41    | 7                | 16               | 23               | 32               | -                | -   | -                    | -                    | -                    |                      |                      |
| 2002-2003  | Rangers de New York     | LNH        | 78    | 18               | 22               | 40               | 30               | -                | -   | -                    | -                    | -                    |                      |                      |
| 2003-2004  | Rangers de New York     | LNH        | 76    | 18               | 25               | 43               | 42               | -                | -   | -                    | -                    | -                    |                      |                      |
| Totaux LNH | Totaux LNH              | Totaux LNH | 1 756 | 694              | 1 193            | 1 887            | 1 910            | 236              | 109 | 186                  | 295                  | 244                  |                      |                      |